# Моровщина
Мо́ровщина (бел. Мо́раўшчына) — деревня в составе Станьковского сельсовета Дзержинского района Минской области Беларуси. Деревня расположена в 12 километрах от Дзержинска, 32 километрах от Минска и 10 километрах от железнодорожной станции Койданово.

## История
Известна с конца XVIII века. В 1795 году, Моровщина — отруб и сельцо, в котором насчитывалось 24 двора, 162 жителя (преимущественно татары), в Минском уезде Минской губернии. В середине XIX века принадлежала графу Эмерику Чапскому, в 1858 году насчитывалось 2 ревизские души. В 1908 году — 17 жителей. В 1917 году — 39 жителей. 
С 9 марта 1918 года в составе провозглашённой Белорусской Народной Республики, однако фактически находилась под контролем германской военной администрации. С 1 января 1919 года в составе Советской Социалистической Республики Белоруссия, а с 27 февраля того же года в составе Литовско-Белорусской ССР, летом 1919 года деревня была занята польскими войсками, после подписания рижского мира — в составе Белорусской ССР.
С 20 августа 1924 года — деревня в Станьковском сельсовете Койдановского района Минского округа. С 29 июня 1932 года в Дзержинском районе, с 31 июля 1937 года — в Минском, с 4 февраля 1939 года вновь в Дзержинском районе, с 20 февраля 1938 года — в Минской области. В 1926 году — 36 дворов, 158 жителей. В годы коллективизации организован колхоз. 
В Великую Отечественную войну с 28 июня 1941 года до 7 июля 1944 года под немецко-фашистской оккупацией. Во время войны на фронте погиб 1 житель деревни. В 1960 году — 64 жителя, в 1991 году — 16 дворов, 46 жителей. Деревня входила в колхоз имени Ленина (центр — д. Заболотье), ныне в составе агрокомбината «Дзержинский».

## Население
| Численность населения (по годам) | Численность населения (по годам) | Численность населения (по годам) | Численность населения (по годам) | Численность населения (по годам) | Численность населения (по годам) | Численность населения (по годам) | Численность населения (по годам) |
| 1795                             | 1908                             | 1917                             | 1926                             | 1960                             | 1991                             | 1998                             | 1999                             |
| -------------------------------- | -------------------------------- | -------------------------------- | -------------------------------- | -------------------------------- | -------------------------------- | -------------------------------- | -------------------------------- |
| 162                              | ↘17                              | ↗39                              | ↗158                             | ↘64                              | ↘46                              | ↘30                              | ↗33                              |
| 2004                             | 2010                             | 2017                             | 2018                             | 2020                             |                                  |                                  |                                  |
| ↘24                              | ↘21                              | ↗29                              | ↘27                              | ↘24                              |                                  |                                  |                                  |